# Кармаліта Євген Олегович
Євген Олегович Кармаліта (нар. 12 квітня 1983, Ірпінь, Київська область, УРСР) — український футболіст, півзахисник.

## Клубна кар'єра
Вихованець футбольної школи київського «Динамо». Дорослу футбольну кар'єру розпочав 8 травня 2003 року в складі «Нафком-Академії», однак на початку 2005 року перейшов до сімферопольської «Таврії», в складі якої 24 квітня 2005 року дебютував у Вищій лізі України. У весняній частині сезону 2005/06 років виступав на правах оренди в «Кримтеплиці», там він був улюбленцем уболівальників. По-справжньому розкрився в «Оболоні», в яку він перейшов взимку 2007 року, їх зв'язка з Онисько, яка утворилася ще в «Кримтеплиці», була однією з найкращих у Першій лізі. Євген діє зліва в півзахисті, володіє приголомшливим ударом лівою і гарним дриблінгом, також відмінно виконує навісні передачі і вміло реалізовує стандарти. В Європі таких гравців називають «магічної лівою ногою».
Взимку 2009 року отримав статус вільного агента. Побував на перегляді у луганській «Зорі». Однак до підписання контракту з клубом Прем'єр-ліги справа не дійшла. У «Зорі» провів 8 контрольних матчів. Напередодні матчу Кубка УЄФА «Металіста» з «Сампдорією» тренувався з харківською командою. У квітні 2010 року став гравцем білоцерківського «Арсеналу».

## Кар'єра в збірній
Зіграв один матч у футболці молодіжної збірної України, проти Польщі, в якому відзначився голом (1:1).

## Досягнення

### Клубні
- Перша ліга чемпіонату України
  -  Бронзовий призер (2): 2007, 2008